# Малый Заполой
Малый Заполой — деревня в Белозерском районе Курганской области. Входит в состав Нижнетобольного сельсовета.

## История
До 1917 года входила в состав Мендерской волости Курганского уезда Тобольской губернии. По данным на 1926 год состояла из 49 хозяйств. В административном отношении входила в состав Заполойского сельсовета Белозерского района Курганского округа Уральской области.

## Население
| 1912 | 1926 | 1989 | 2002 | 2010 |
| ---- | ---- | ---- | ---- | ---- |
| 263  | ↗271 | ↘118 | ↗139 | ↘80  |

По данным переписи 1926 года в деревне проживало 271 человек (134 мужчины и 137 женщин), в том числе: русские составляли 100 % населения.